# Río Ramis
El río Ramis es un río andino afluente del lago Titicaca que recorre enteramente por territorio peruano. La cuenca hidrográfica del río Ramis abarca los 14 685 km².
La cuenca del río Ramis se ubica en la zona sur del territorio peruano y norte de la región de Puno, abarca las provincias de Azángaro, Carabaya, Lampa, Melgar y San Antonio de Putina.

## Hidrografía
El río Ramis es el río más largo de la cuenca del Titicaca. Nace en las cercanías del nevado Ananea Grande y la laguna La rinconada a 5828 m s.n.m., con el nombre de río Carabaya. Durante su recorrido recibe diversos nombres de acuerdo al lugar.
Cerca al lugar denominado Progreso, recibe el aporte del río Quenamari, formando el río Azángaro. Aguas abajo éste confluye con el río Pucará y pasa a llamarse río Ramis por 32 kilómetros hasta su desembocadura en el lago Titicaca, pero desde su naciente hasta la desembocadura en el Titicaca, recorre 299 kilómetros aproximadamente. El caudal medio anual del río Ramis es de 76 (m³/s).
Este río nace con el nombre de río Carabaya en la laguna de la Rinconada, recorre paralelo a la cordillera de Carabaya con rumbo noroeste hasta el distrito de Potoni en donde cambia su curso con rumbo al sur. Recibe el nombre de río Azángaro desde su confluencia con el río Ñuñoa y desde su confluencia con el río Ayaviri pasa tomar el nombre de río Ramis, en el distrito de Achaya, desde donde toma rumbo este y describe una curva hasta su desembocadura en el lago Titicaca en el distrito peruano de Taraco. El río Ramis cuenta con una longitud aproximada de 32 km, una cuenca hidrográfica de 14 684 km², y un caudal medio anual de 76 m³/s.1 Sus aguas se ven incrementadas por los deshielos de Quenamari y Quelcayo.

## Poblados que recorre
- Crucero
- San Antón
- Azángaro
- Calapuja
- Achaya
- Caminaca

```
 Lago Titicaca
```